# Aspidorhynchiformes
Aspidorhynchiformes es un orden extinto de peces actinopterigios. Contiene una sola familia, Aspidorhynchidae. Los miembros del grupo se destacan por sus rostros cónicos alargados, de longitud variable, formados por premaxilares fusionados. Por lo general, se interpretan como teleósteos de grupos troncales. El rango del grupo se extiende desde el Jurásico Medio hasta el Paleoceno tardío.
Vivieron en Argentina, Australia, Bélgica, Brasil, Canadá (Alberta, Saskatchewan), Chile, Croacia, Francia, Alemania, India, Italia, Líbano, México, Marruecos, Federación Rusa, Eslovenia, Reino Unido, Estados Unidos (Alabama, Arkansas, Kansas, Montana, Nebraska, Dakota del Norte, Texas, Wyoming), Uzbekistán y Venezuela.

## Historia taxonómica
- Orden †Aspidorhynchiformes Bleeker 1859 [Aspidorhynchida; Aspidorhynchoidei Bleeker 1859]
  - Familia †Aspidorhynchidae Bleeker 1859 [Vinctiferidae Silva Santos 1990; Diphyodontidae Jordan 1923]
    - Género †Jonoichthys Gouiric-Cavalli 2015
    - Género †Ophirachis Costa 1854
    - Género †Platycerhynchus Costa 1864
    - Género †Pseudovinctifer Arratia 2015
    - Género †Richmondichthys Bartholomai 2004
    - Género †Aspidorhynchus Agassiz 1833 non Fitzinger 1843
    - Género †Belonostomus Agassiz 1834 [Dichelospondylus Costa 1856; Hemirhynchus Kner 1867 non Agassiz 1844 non Hodgson 1843; Diphyodus Lambe 1902]
    - Género †Vinctifer Jordan 1920